# Francisco Márquez Villanueva
Francisco Márquez Villanueva (Sevilla, 21 de marzo de 1931 - Boston, 15 de junio de 2013) fue un profesor, hispanista, cervantista y crítico literario, especialista en el Siglo de Oro.

## Trayectoria
Hijo único de familia humilde, su madre, Honorina Villanueva González, era una mujer tradicional de raíces cántabras y su padre, Luis Márquez de Lara, un liberal de procedencia gaditana, funcionario del consulado de Estados Unidos en Sevilla. Se educó en el Colegio de San Francisco de Paula de su ciudad natal y, tras estudiar filología en su universidad (1947-1953) con premio extraordinario, pasó a enseñar inglés en el mismo colegio donde se había formado. Profesor asistente de López Estrada entre 1954 y 1956 y adjunto entre 1956 y 1959, se doctoró en 1958 en la misma Universidad de Sevilla con una tesis sobre un poeta cancioneril converso del siglo XV, Juan Álvarez Gato; recibió la máxima calificación de un tribunal que formaban José Hernández Díaz, Francisco López Estrada, Juan de Mata Carriazo, Emilio Orozco Díaz y Antonio Gallego Morell, pero no pudo llegar a ser profesor titular porque el entonces rector (José Hernández Díaz) amenazó a su catedrático, Francisco López Estrada, con represaliarlo si conseguía esa plaza, y decidió autoexiliarse en ese mismo año, no sin criticar a la Real Academia Española por el rechazo de su candidatura.
Aprovechando una oferta de trabajo provisional en Harvard (1959-1962), marchó a Estados Unidos en 1959 y luego fue profesor de literatura española de diversos centros de enseñanza superior en Canadá y Estados Unidos (Vancouver, 1962-1965; Harvard, 1965-1967; New Jersey, 1968; Queens College, City University of New York, 1969-1978) haciendo amistad con muchos otros hispanistas (Raimundo Lida, Stephen Gilman, Juan Marichal, Alan M. Gordon, Albert Sicroff, A. David Kossoff y Daniel Eisenberg, entre otros). En 1978 se reincorporó al Departamento de Lenguas Románicas de la Universidad de Harvard y desde 1992 a 2001 dirigió la cátedra Arthur Kingsley Porter como profesor de investigación y luego como emérito. Se casó con una española y en América tuvo tres hijos y cinco nietos que viven en los Estados Unidos. Fue profesor visitante en universidades de España, México, Francia y Alemania. Dado su reconocimiento internacional, dictó conferencias en dos decenas de países. En 2012 donó parte de su biblioteca al Instituto San Francisco de Paula.
Márquez Villanueva escribió y editó veintinueve libros y 223 artículos sobre temas filológicos, históricos y culturales relativos a la Edad Media y a los Siglos de Oro, pero su obra cubre toda la historia de la literatura española. Al principio sus intereses giraron en torno a la Edad Media, pero sus inquietudes lo llevaron hasta Benito Pérez Galdós, Gabriel Miró y Juan Goytisolo sobre cuya obra escribió esclarecedores ensayos, pasando además por Alfonso X, La Celestina, Hernando de Talavera, fray Antonio de Guevara, los judeoconversos y los moriscos, la mística de Santa Teresa de Jesús y de San Juan de la Cruz, la novela picaresca, Miguel de Cervantes, el teatro de Lope de Vega... Discípulo de Américo Castro, aportó a sus teorías títulos tan importantes como El problema de los conversos: cuatro puntos cardinales, El problema morisco desde otras laderas, De la España judeoconversa: 12 estudios y Moros, moriscos y turcos en Cervantes, asumiendo además los trabajos de Marcel Bataillon y Eugenio Asensio. Consagró a La Celestina su libro Orígenes y sociología del tema celestinesco y desmontó la leyenda de la venida del apóstol Santiago a España en Santiago, trayectoria de un mito.
Fue miembro fundador de la Asociación Canadiense de Hispanistas (1964) y de la Cervantes Society of America y numerario de la Sociedad Hispánica de América (1984) y la Real Academia Sevillana de Buenas Letras (1985) y de la de Historia y Bellas Artes de Toledo (1996); asimismo ha formado parte de diversas academias, asociaciones profesionales y consejos de edición. 
Fue comendador de la Orden de Isabel la Católica e Hijo predilecto de Andalucía desde 2004.

## Obras

### Estudios
- Investigaciones sobre Juan Álvarez Gato. Contribución al conocimiento de la literatura castellana del siglo XV, Madrid: RAE, 1960; segunda edición 1974.[5][6]
- Espiritualidad y literatura en el siglo XVI, Alfaguara, 1968 ISBN 978-84-204-1020-3
- Fuentes literarias cervantinas, Madrid: Gredos, 1973.
- Personajes y temas del Quijote, Taurus , 1975 ISBN 978-84-306-2080-7[7]
- Relecciones de literatura medieval, Sevilla: Universidad Hispalense, 1977.
- Lope: vida y valores, San Juan: Universidad de Puerto Rico, 1988.
- La esfinge mironiana y otros estudios sobre Gabriel Miró, Alicante: Instituto Juan Gil Albert, 1990.[8]
- El Problema morisco (desde otras laderas). Madrid: Ediciones Libertarias-Produfi, 1991.
- Orígenes y sociología del tema celestinesco, Barcelona: Anthropos, 1993 ISBN  978-84-7658-379-1[9][10]
- Trabajos y días cervantinos, Alcalá de Henares: Centro de Estudios Cervantinos, 1995.
- Orígenes y elaboración de "El burlador de Sevilla", Salamanca, Universidad, 1996.[11]
- El problema morisco: desde otras laderas, Libertarias-Prodhufi, 1998 ISBN 978-84-7954-406-5
- Menosprecio de corte y alabanza de aldea (Valladolid 1539) y el tema áulico en la obra de Fray Antonio de Guevara, Universidad de Cantabria. Servicio de Publicaciones, 1999 ISBN 978-84-8102-225-4[12]
- Mudejarismo: las tres culturas en la creación de la identidad española, Fundación Tres Culturas del Mediterráneo, 2003 ISBN 978-84-932549-5-7
- El concepto cultural alfonsí, Madrid: Fundación Mapfre, 1994; 2.ª ed. Bellaterra, 2004 ISBN 978-84-7290-249-7
- Santiago: trayectoria de un mito. Barcelona: Ediciones Bellaterra, 2004.[13]
- Cervantes en letra viva: estudios sobre la vida y la obra, Barcelona: Reverso, 2005 ISBN 978-84-933921-6-1
- De la España judeoconversa: doce estudios, Barcelona: Ediciones Bellaterra, 2006 ISBN 978-84-7290-325-8[14]
- Moros, moriscos y turcos de Cervantes: ensayos críticos, Barcelona: Ediciones Bellaterra, 2010 ISBN 978-84-7290-498-9

### Ediciones
- Fray Hernando de Talavera, Católica impugnación, Barcelona: Juan Flors, 1961.
- Gabriel Miró, Huerto de cruces, selección de F. M. V., Barcelona: Edhasa, 1991.
- Benito Pérez Galdós, Aita Tetuaen, Madrid, 2004.